# Paul Thagard
Paul Thagard (Yorkton, 28 settembre 1950) è un filosofo canadese, professore di psicologia e direttore del programma di scienze cognitive all'Università di Waterloo.
Ha studiato presso le università di Saskatchewan, Cambridge, Toronto (Dottorato in Filosofia, 1977) e Michigan ("Master of Science" in Informatica, 1985).
È stato a capo del Governing Board della Cognitive Science Society , 1998–1999, e presidente della Society for Machines and Mentality  Copia archiviata, su cs.hamilton.edu. URL consultato il 26 agosto 2006 (archiviato dall'url originale il 6 ottobre 2003)., 1997-1998. Nel 1999 è stato selezionato come membro della Royal Society of Canada.

## Pensiero

### Coerenza
Paul Thagard ha proposto che molte funzioni cognitive, comprese la percezione, l'analogia, la spiegazione, il decision-making, la pianificazione, eccetera, possano essere comprese come forme di computazione della massima coerenza.
Insieme a Karsten Verbeurgt, Thagard ha avanzato una particolare formalizzazione del concetto di coerenza come un problema di soddisfacimento di vincoli. Il modello di Thagard postula che la coerenza operi su un campione di elementi rappresentazionali (ad esempio proposizioni, immagini, eccetera) che possono adattarsi ("essere coerenti") o non adattarsi ("essere incoerenti").
Se due elementi p e q sono coerenti, sono collegati da un vincolo positivo {\displaystyle (p,q)\in C^{+}}, e se due elementi {\displaystyle p} e {\displaystyle q} non sono coerenti, sono collegati da un vincolo negativo {\displaystyle (p,q)\in C^{-}}. Inoltre, i vincoli sono pesati, cioè, per ogni vincolo {\displaystyle (p,q)\in C^{+}\cup C^{-}} c'è un peso positivo {\displaystyle w(p,q)}.
Secondo Thagard, la massimizzazione della coerenza richiede la partizione degli elementi in elementi accettati ({\displaystyle A}) e rifiutati ({\displaystyle R}), in modo che il massimo numero (o il massimo peso) di vincoli siano soddisfatti. Un vincolo positivo {\displaystyle (p,q)} viene detto “soddisfatto” se o entrambi {\displaystyle p} e {\displaystyle q} sono accettati ({\displaystyle p,q\in A}) o entrambi {\displaystyle p} e {\displaystyle q} sono rifiutati ({\displaystyle p,q\in R}). Un vincolo negativo {\displaystyle (p,q)} è soddisfatto se un vincolo è accettato (per esempio {\displaystyle p\in A}) e l'altro rifiutato ({\displaystyle q\in R}).

### Problema della demarcazione
In filosofia della scienza, negli ultimi anni c'è stato un certo calo di interesse verso il problema della demarcazione. In parte la ragione è che molti sospettano che sia un problema insolubile, dato che così tanti tentativi precedenti sono falliti.
Per esempio, è stato mostrato che molti ovvi esempi di pseudoscienza sono falsificabili o verificabili o revisionabili. Perciò molti dei criteri di demarcazione proposti in passato sono stati giudicati poco affidabili.
Paul Thagard ha proposto un nuovo insieme di principi per tentare di superare queste difficoltà. Secondo il metodo di Thagard, una teoria non è scientifica se:
1. è stata meno progressiva delle teorie alternative su un lungo periodo di tempo, e affronta molti problemi irrisolti; ma
2. la comunità dei suoi praticanti non si adopera per sviluppare la teoria verso la soluzione dei problemi, non si preoccupa di valutare la teoria in relazione alle altre, ed è selettiva nel considerare le conferme e le confutazioni.[1][2]

## Opere

### Autore
- "The Brain and the Meaning of Life" Princeton University Press, 2010 ISBN 978-1-4008-3461-7
- Hot Thought: Mechanisms and Applications of Emotional Cognition (MIT Press, August, 2006, ISBN 0-262-20164-X)
- Coherence in Thought and Action (Bradford Book, 2000, ISBN 0-262-20131-3)
- How Scientists Explain Disease (Princeton University Press, 1999, ISBN 0-691-00261-4)
- Mind: An Introduction to Cognitive Science (MIT Press, 1996; seconda edizione, 2005, ISBN 0-262-20154-2)
- Conceptual Revolutions (Princeton University Press, 1992, ISBN 0-691-02490-1)
- Computational Philosophy of Science (MIT Press, 1988, Bardford Book, 1993, ISBN 0-262-70048-4)

### Coautore
- Mental Leaps: Analogy in Creative Thought (MIT Press, 1995, ISBN 0-262-08233-0)
- Induction: Processes of Inference, Learning, and Discovery (MIT Press, 1986, Bardford Book, 1989, ISBN 0-262-58096-9)

### Curatore
- Philosophy of Psychology and Cognitive Science (North-Holland, 2006, ISBN 0-444-51540-2).